# Randolph (hrabstwo Dodge)
Randolph – wieś w Stanach Zjednoczonych, w stanie Wisconsin, w hrabstwie Dodge.